# Park Street Church
La Park Street Church à Boston (Massachusetts) est une église congrégationaliste, située au coin de Tremont Street et de Park Street. Elle se trouve sur le Freedom Trail, un parcours touristique permettant de découvrir les principaux édifices historiques de la ville. 
Elle fut fondée en 1809 par des membres de la Old South Meeting House et dessinée par l'architecte Peter Banner. La paroisse est membre de la Conservative Congregational Christian Conference.